# جشن صدساله شدن زبان بین‌المللی اسپرانتو
جشن صدساله شدن زبان بین‌المللی اسپرانتو (به اسپرانتو: La Cent-jara Jubileo de Internacia Lingvo Esperanto) در سال ۱۹۸۷ در سراسر جهان برگزار گردید که طی آن سازمان‌ها و نهادهای ملی و بین‌المللی دنیا به انحای گوناگون به بزرگ‌داشت زبان اسپرانتو و مبدع لهستانی آن،  لودویک لازاروس زامنهوف پرداختند. ازجمله، یونسکو قطعنامه‌ای در تمجید از آن برای ایجاد تفاهم بین‌المللی تصویب کرد، که در آن به تمامی دولت‌های عضو خود توصیه کرده‌است تا معرفی و آموزش زبان بین‌المللی اسپرانتو را در مدارس و دانشگاه‌های خود وارد سازند. این قطعنامه، پیروی قطعنامه دیگری از یونسکو، که به قطعنامه مونته ویدئو نیز مشهور گردید و در سال ۱۹۵۴ صادر گردیده بود و مضمونی مشابه داشت، تصویب گردید.
این جشن در مطبوعات و رسانه‌های دیگر جهان بازتاب بزرگی داشت. برای نمونه در ایران، مجلاتی مانند دانشمند و آدینه مقالاتی به این مناسبت در مورد معرفی زبان اسپرانتو و دست‌آوردهای آن منتشر ساختند.
همچنین، به این مناسبت سازمان جهانی اسپرانتو که دارای روابط رسمی با سازمان ملل متحد و یونسکو است و دفتر مرکزی آن در شهر رتردام هلند قرار دارد، کتابی را برای معرفی به‌هنگام‌شده و کوتاه این زبان به جهانیان، تحت عنوان پدیده اسپرانتو، به قلم نویسنده‌ای توانا در این زبان، ویلیام الد، که تاکنون بارها نامزد دریافت جایزه ادبی نوبل نیز شده‌است، منتشر ساخت. این کتاب به فارسی نیز، تحت عنوان پدیده اسپرانتو، راه حل مشکل زبان بین‌المللی ترجمه شده و انتشار یافته‌است.